# Krithi Shetty
Pour les articles homonymes, voir Shetty.
Krithi Shetty, née le 21 septembre 2003, est une actrice indienne du cinéma télougou. Elle a fait ses débuts au cinéma avec Uppena (2021).

## Biographie

### Jeunesse
Krithi Shetty est née le 21 septembre 2003 dans une famille parlant le kannada et est originaire de Mangalore, Karnataka.  Elle grandit à Mumbai et étudie la psychologie dans une université ouverte ,. Pendant ses études, Shetty a également été vue dans des publicités télévisuelles.

### Carrière
Shetty fait ses débuts en tant qu'actrice avec le film télougou Uppena, réalisé par Buchi Babu Sana et produit par Mythri Movie Makers & Sukumar Writings.
En mars 2020, elle tourne pour Shyam Singha Roy avec Nani et Aa Ammayi Gurinchi Meeku Cheppali réalisé par Mohana Krishna Indraganti, avec Sudheer Babu,. Shetty a également signé pour apparaître avec Ram Pothineni dans un film sans titre réalisé par N. Lingusamy.

## Filmographie
| Année | Film                                   | Rôle                  | Partenaire(s)       | Langue (s) | Commentaires                 |  |
| ----- | -------------------------------------- | --------------------- | ------------------- | ---------- | ---------------------------- |  |
| 2019  | Super 30                               | Student               |                     | Hindi      | Participation exceptionnelle |  |
| 2021  | Uppena (en)                            | Sangeetha "Bebamma"   | Panja Vaisshnav Tej | Télougou   |                              |  |
| 2021  | Shyam Singha Roy (en)                  | Keerthi               | Nani                | Télougou   |                              |  |
| 2022  | Bangarraju (en)                        | Naga Lakshmi          | Naga Chaitanya      | Télougou   |                              |  |
| 2022  | The Warriorr (en)                      | "Whistle" Mahalakshmi | Ram Pothineni       | Telugu     | Bilingual film               |  |
| 2022  | The Warriorr (en)                      | "Whistle" Mahalakshmi | Ram Pothineni       | Tamoul     | Bilingual film               |  |
| 2022  | Macherla Niyojakavargam (en)           | Swathi                | Nithiin             | Telugu     |                              |  |
| 2022  | Aa Ammayi Gurinchi Meeku Cheppali (en) | Dr. Alekhya           | Sudheer Babu        | Telugu     | En production                |  |